# 技術総括審議官
技術総括審議官（ぎじゅつそうかつしんぎかん）は、国家公務員の役職の一つ。大臣官房に置かれる技官の就く職で、技術審議官の上位。この職が技術系官僚の最高ポストとなっている省庁もある。
各省庁の組織令（政令）によって、この職と所掌が定められている。現在、厚生労働省・農林水産省・経済産業省・国土交通省・警察庁に置かれている。

## 職務
一例として、農林水産省のものを記載する。
- 技術総括審議官は、命を受けて、農林水産省の所掌事務に係る技術に関する重要事項の企画及び立案並びに調整に関する事務を総括整理する（農林水産省組織令第11条第3項）。

国土交通省大臣官房技術総括審議官も参照。